# Рейна, Маноло
Мануэль Рейна Родригес (исп. Manuel Reina Rodríguez; род. 1 апреля 1985, Вильянуэва-дель-Трабуко, Андалусия) — испанский футболист, вратарь клуба «Малага».

## Карьера
Маноло прошёл все юниорские и молодёжные команды «Малаги», но свой единственный матч за главную команду он провёл в сезоне 2005/06 против «Валенсии» (0:0). В 2007 году вратарь перешёл в «Леванте», но сначала играл за дубль, однако после зимней распродажи лидеров стал основным голкипером команды. До конца сезона Рейна провёл восемь матчей в Примере и пропустил восемнадцать мячей, а его «Леванте» вылетел из высшего дивизиона. Но через некоторое время клуб вернулся в элиту не без помощи Маноло, неплохо отыгравшего два сезона, которые команда провела в Сегунде. В сезоне 2010/11 «Леванте» подписал Густаво Мунуа, и Рейна угодил в запас. Однако Мунуа провалил первую половину сезона и во второй половине чемпионата основным голкипером «Леванте» стал Маноло. Рейна сыграл лучше Мунуа, в одном из матчей его клуб удержал нулевую ничью с мадридским «Реалом». Благодаря игре своего вратаря «Леванте» сохранил прописку в элите. В сезоне 2011/12 Маноло перешёл в «Картахену» из Сегунды.